# 轟の滝 (熊本県)
轟の滝（とどろきのたき）は、熊本県天草市天草町下田北にある滝。

## 概要
熊本県天草市天草町の下津深江川中流に位置する。滝は熊本県が管理し、周辺の遊歩道やつり橋は天草市が管理している。吊り橋は滝の上に架かっており滝や滝壺を真上から見ることができる。春の桜、秋の紅葉でも知られる。
毎年5月頃から連休には川遊びをする人が多くみられる。
2024年（令和6年）8月13日に高校生7人が川遊びをしていたが、同月16日になって全員に嘔吐や下痢の症状が発生した。同様の事例が相次ぎ、同月20日9時現在で4医療機関から46人について有症状による受診が報告され、感染症の可能性もあるため、熊本県では遊泳や水遊びを控えるよう呼びかけを行い水質検査を実施した。発症者は天草保健所によると同月21日9時現在で69人、さらに同月23日までで医療機関受診者は子どもを含め109人としている（109人との重複は不明ながら直接保健所に連絡した人が41人おり、うち1人は一時入院していた）。同月27日、水質検査で滝周辺からノロウイルスが検出されたことが発表された。